# Lasiogaster costipennis
Lasiogaster costipennis är en skalbaggsart som beskrevs av Charles Joseph Gahan 1892. Lasiogaster costipennis ingår i släktet Lasiogaster och familjen långhorningar.
Artens utbredningsområde är:
- Belize.
- Guatemala.

Inga underarter finns listade i Catalogue of Life.